# Oneško jezero
Oneško jezero (znan tudi kot Onego, rusko: Онежское озеро, tr Onežskoje ozero; IPA:. [Ɐnʲɛʂskəɪ ozʲɪrə]; finsko: Ääninen ali Äänisjärvi; karelijsko: Oniegu ali Oniegu-Järve; Veps: Änine ali Änižjärv) je jezero v severozahodnem evropskem delu Rusije, na ozemlju Republike Karelije, Leningrajska oblast in Vologda oblast. Spada v povodje Baltskega morja in je drugo največje jezero v Evropi za Ladoškim jezerom. Jezero napaja približno 50 rek, iz njega izteka reka Svir.
V jezeru leži približno 1650 otokov. Najpomembnejši je Kiži, ki gosti zgodovinski kompleks 89 pravoslavnih lesenih cerkva in drugih lesenih konstrukcij iz 15. do 20. stoletja. Kompleks vključuje Kiški pogost, ki je na seznamu Unescove svetovne dediščine. Na vzhodni obali jezera je okoli 1200 petroglifov (skalne rezbarije) datirane v 4.–2. tisočletje pred našim štetjem. Večja mesta ob jezeru so Petrozavodsk, Kondopoga in Medvežjegorsk.

## Geologija
Jezero je ledeniško-tektonskega izvora in je majhen ostanek večjega vodnega telesa, ki je obstajalo na tem območju v času ledene dobe. V geološkem smislu je jezero dokaj mlado. Kot skoraj vsa jezera v severni Evropi, je nastalo z dejavnostjo ledenikov v zadnjem delu zadnje ledene dobe, pred približno 12.000 leti. V paleozoiku (pred 300-400 milijoni let) je celotno ozemlje sodobne kotline jezera zajela kontinentalna polica, ki leži v bližini starodavne, skoraj ekvatorične Baltske celine. Sedimenti iz tega časa - peščenjak, pesek, glina in apnenec - tvorijo 200 metrov debelo plast, ki pokriva regijo Baltskega ščita, ki je sestavljen iz granita, gnajsa in zelenega skrilavca. Umik ledenodobnih ledenikov je oblikoval Litorinsko morje (geološka faza brakične vode v Baltskem morju, ki je obstajala okrog 7500-4000 pred sedanjostjo in ji je sledilo morje Mastogloia, prehodna faza jezera Ancylus). Njegova raven je bila prvotno 7-9 metrov višja kot sedaj, a se je postopoma znižala, s čimer se je zmanjšalo morsko območje in ustvarilo več jezer v baltski regiji.

## Topografija in hidrografija
Oneško jezero ima površino 9700 km² brez otokov in prostornino 280 km³. Njegova dolžina je približno 245 km, širina okoli 90 km. Je drugo največje jezero v Evropi in 18. največje jezero po površini na svetu. Južne obale so večinoma nizke, medtem ko so severne obale skalnate. Vsebuje številne dolge zalive, ki oblikujejo jezero v obliki velikanskega raka. V severnem delu je velik polotok Zaonežje (rusko Заонежье); južno od njega je otok Veliki Klimenecki (rusko Большой Клименецкий). Zahodno od njih leži globoko območje (globlje od 100 m) Veliki Onego (rusko Большое Онего), s Kondopožskim (rusko Кондопожская губа, globine do 78 metrov), Ilem-Gorskim (42 m), Ližemskim (82 m) in Unickim zalivom (44 m). Na jugozahodu Velikega Onega leži Petrozavodsk Onego (rusko Петрозаводское Онего) z velikim zalivom Petrozavodsk in malima Jalguba in Pinguba. Vzhodno od Zaonežja je zaliv, severni del katerega se imenuje Povenecki zaliv in južni del Zaoneški zaliv. Tu se globoki deli izmenjujejo z obalami in otoki, ki cepijo zalive na več delov. Najjužnejši del njih, Mali Onega, globok 40-50 metrov. Vse obale so kamnite.
|  | Številke oznak: 1. Svirski zaliv 2. Petrozavodski zaliv in mesto Petrozavodsk 3. zaliv Veliko Onego 4. Kondopoški zaliv 5. zaliv Malo Onego 6. Zaoneški zaliv 7. Povenecki zaliv 8. otok Kiži 9. jezero Vodlozero in Vodlozerski narodni park 10. Ivinski razliv in reka Svir 11. rt Besov Nos 12. otok Veliki Klimenecki |

Povprečna globina jezera je 31 metrov, najgloblje mesto (127 m) je v severnem delu. Povprečna globina je 50-60 metrov v centru in se dvigne na 20-30 metrov v južnem delu. Dno ima zelo neenakomeren profil, je prekrito z muljem in v severnem delu vsebuje številne jarke različnih velikosti in oblik. Jarki so ločeni z velikimi plitvimi obrežji. Takšna struktura dna je ugodna za ribe, zato se ta mesta uporabljajo za komercialni ribolov.
Nivo vode je stabilno zaradi hidroelektrarne Verhnesvirska in se spreminja le od 0,9-1,5 metrov čez leto. Dvigne se zaradi pomladanske poplave, ki traja 1,5-2 meseca. Najvišji vodostaj je v obdobju od junija do avgusta, najnižji pa od marca do aprila. Reke prinesejo 15,6 km³ vode na leto, kar je do 74 % vodne bilance; ostalo je zagotovljeno z obarjanjem. Večina jezerske vode (84 % oziroma 17,6 km³/leto) odteka preko reke Svir, preostalih 16 % izhlapi. Pogoste so nevihte bolj značilne za morje kot jezero. Valovi so visoki 2-3 metre in niso nič nenavadnega, lahko dosežejo celo 5 metrov. Jezero zamrzne v bližini obale in v zalivih konec novembra in decembra, okoli sredine januarja je višek zamrznitve. Tajanje se začne v aprilu v pritokih in doseže jezero v maju. Voda v globokih delih je jasna, z vidljivostjo do 7–8 m. V zalivih se lahko vidljivost zmanjša na približno meter. Voda je sveža, z vsebnostjo soli od 35 mg/l. To je relativno nizko za jezera in je približno 1,5-krat manjše kot v drugem velikem jezeru, Ladoškem jezeru. Temperatura površinske vode je največ 20-24 °С na jezeru in celo 24-27 °С v zalivih. Globoke vode so precej hladnejše od 2-2,5 °С pozimi in 4-6 °С poleti. Vreme je relativno hladno, s temperaturami pod 0 °C pol leta in povprečnimi poletnimi temperaturami okoli 16 °C.

## Kotlina in otoki
Povodje 51,540 km² prinaša v jezero preko 58 rek in več kot 110 drugih pritokov, vključno s Šuja, Suna, Vodla, Vitegra in Andoma. Edini odtok je reka Svir, ki označuje južne meje Karelije, poteka od jugozahodne obale Oneškega jezera do Ladoškega jezera in se nadaljuje kot reka Neva v Finski zaliv.
Belomorsko-baltski prekop teče skozi jezero od Belega morja do Baltskega morja. Vodna pot Volga-Baltik povezuje Oneško jezero z Volgo, Kaspijskim jezerom in Črnim morjem. Prekop Onega, ki sledi južnim bregovom jezera, je bil zgrajen leta 1818-1820 in 1845-1852 med reko Vitegra na vzhodu in reko Svir na zahodu. Prekop je bil del sistema Mariinsk, predhodnika vodne poti Volga-Baltik in katerega namen je bil ustvariti mirno vožnjo za ladje v izogib viharnim vodam jezera. Je približno 50 metrov širok in leži med 10 metrov in 2 km od obale jezera. Prekop se trenutno ne uporablja za aktivno plovbo.
V jezeru leži približno 1650 otokov s skupno površino okoli 250 kvadratnih kilometrov. Najbolj znan je Kiži, na katerem so zgodovinske lesene cerkve iz 18. stoletja, največji je otok Veliki Klimenecki s površino 147 km². Na njem je nekaj naselij, šola in 82 metrov visok hrib. Drugi veliki otoki so Veliki Lelikovski in Sujsari.
|               |                     |              |       |
| Otok Sosnovec | Petrozavodski zaliv | Obala jezera | Otoki |

## Rastlinstvo in živalstvo
Jezerske obale so nizke in so pogosto poplavljene. Zato so močvirnate in bogate s trstičevjem, v katerem gostujejo race, gosi in labodi. Obalna regija je prekrita z gostim pragozdom. Glavne vrste dreves so iglavci, pogoste so lipe, bresti in evropska jelša. Skupine sesalcev predstavljajo los, rjavi medved, volk, navadna lisica, zajec, veverica, ris, borova kuna, jazbec, kot tudi ameriška pižmovka, ki so bile uvedene na območje v začetku 20. stoletja. Opazili so okoli 200 ptičjih vrst iz 15 družin.
V Oneškem jezeru živi veliko različnih rib in vodnih nevretenčarjev, vključno relikti iz obdobja poledenitve kot je piškur. Obstaja okoli 47 vrst rib iz 13 družin; jeseter, atlantski losos, potočna postrv, evropski snetec (Osmerus eperlanus), lipan, ščuka, koreselj, Coregonus albula, srebrni ploščič, različni krapi, nežica, evropski som, rečna jegulja,  Scardinius, jez, globočki (Gobio gobio), smuč, evropski ostriž (Perca fluviatilis), okun in menek.

## Ekologija
Medtem ko je območje jezera za uporabo še precej neizkoriščeno, se raven onesnaženja postopoma povečuje predvsem na severozahodu in severnih delih, kjer so industrijski objekti Petrozavodska, Kondopoge in Medvežjegorska. Približno 80 % populacije in več kot 90 % industrije je skoncentriramo na teh področjih. Onesnaževanje iz teh treh mest znaša približno 190 milijonov m³ kanalizacije in odpadne vode in 150 ton emisij letno. Rezultat človekovih dejavnosti je približno 315 milijonov m³ odtočne vode na leto, od tega jih 46% industrijskih in gospodinjskih voda, 25 % je padavinskega odtoka in 16 % povezanih z melioracijo. Ta drenaža vsebuje 810 ton fosforja in 17.000 ton dušika; 280 in 11.800 ton teh elementov se odstrani preko reke Svir medtem ko se preostalo kopiči v jezeru. Ladje in motorni čolni (okoli 8000 enot) prinese izlitje nafte na ravni okoli 830 ton na leto, kot tudi fenole (0,5 tone), svinec (0,1 tone) in dušik, žveplo in ogljika.

## Gospodarstvo
Kotlina je glavni vir granita, marmorja in črnega skrilavca v Rusiji, ki se izkorišča od začetka 18. stoletja. Napredovala je tudi metalurgija, še posebej na področju Petrozavodska, ki proizvede približno 25 % industrijskih proizvodov Karelije. Raven vode v jezeru je pod nadzorom hidroelektrarn Nižnesvirska (rusko Нижнесвирская ГЭС, latinizirano: Spodnji Svir) in Verhnesvirska (rusko Верхнесвирская ГЭС, latinizirano: Zgornji Svir). Prva je bila zgrajena med letoma 1927 in 1938 in ima največjo moč 99 MW. Gradnja Verhnesvirske se je začela leta 1938, vendar je bila prekinjena med drugo svetovno vojno in se je nadaljevala šele leta 1947. Obrat je bil končan leta 1952 in proizvede 160 MW električne energije. Povezana je z Verhnesvirskim akumulacijskim jezerom, ki obsega območje 9930 km² in 260 km³, kar je skoraj enako kot Oneško jezero. Njegova konstrukcija dvigne nivo vode jezera 0,5 m.
Jezero ima dobro razvit navigacijski sistem, ki je del plovne poti Volga-Baltik in prekopa Belega morja - Baltik, ki povezuje porečje Baltika, Kaspijskega jezera in severnih morij. Ti prekopi omogočajo prevoz blaga iz jezera v države od Nemčije do Irana; večina prometa gre na Finsko, Švedsko, v Nemčijo in na Dansko. Tovor na jezeru Onega znaša 10-12 milijonov ton na leto, s približno 10.300 ladjami. Ob jezeru sta dve pristanišči (Petrozavodsk in Medvežjegorsk), 5 pristanov (Kondopoga, Povenec, Šala Vitegra in Voznesenje) in 41 pomolov.
Ribištvo je pomembna dejavnost na jezeru. Približno 17 vrst se komercialno lovi.
Ni rednih potniških storitev, obstaja pa več turističnih potovanj na dan vzdolž poti Petrozavodsk - Kiži, Petrozavodsk - Velika Guba in Petrozavodsk - Šala. Vozijo katamarani in motorne ladje in se uporabljajo za prevoz potnikov. Poleg tega vozijo potniške ladje na pot Petrozavodsk -.. Šala.
Jadranje je priljubljena dejavnost na jezeru. Jadralni klub je v Petrozavodsku. Od leta 1972, se vsako leto konec julija ob jezeru gosti največja regata v Rusiji ("rusko: Онежская парусная регата"), Odprto rusko prvenstvo v razredu Cruisers Yachts "Open800". Regata ima mednarodni status.
|                         |                                  |                   |
| Ladje na privezu "Kiži" | Tovorno pristanišče Petrozavodsk | Petrozavodsk 1915 |

## Znamenitosti

### Kraji
Največje mesto na jezeru je Petrozavodsk - glavno mesto Republike Karelije (približno 270.000 prebivalcev), ki ga je ustanovil leta 1703 Peter I., za izkoriščanje naravnih rudnih nahajališč. Na območju Petrozavodska so številni zgodovinski spomeniki, kot arhitekturni kompleks Okrogli trg (konec 18. stoletja) in stavba gimnazije iz 1790. Na obli jezera Onega stoji vrsta kipov, od katerih so bili mnogi pridobljeni kot darilo pobratenih mest.
Kondopoga je znano od leta 1495, v njem stoji Uspenska cerkev, zgrajena leta 1774. Ta 42-metrov visoka stavba je ena najvišjih lesenih cerkva ruskega severa. V mestu sta dva glasbena instrumenta imenovana carillon, s 23 in 18 zvonovi. Imajo tudi ledeno športno areno, ki sprejme 1850 gledalcev in Palačo umetnosti z orglsmi.
Medvežjegorsk je bil ustanovljen leta 1916 in je od leta 1931 baza prekopa med Belim morjem - Baltikom. Med letoma 1703-1710 in 1766-1769 so na območju mesta delovale nekatere tovarne. Med drugo svetovno vojno je bilo tri leta okupirano s finskimi silami in vojaškimi dejavnostmi.

### Otok Kiži
Glavna atrakcija jezera je otok Kiži v severnem delu jezera, ki ima status območja državnega, zgodovinskega, arhitekturnega in etnografskega ohranjanja. Obstaja 89 lesenih arhitekturnih spomenikov - cerkva - iz 15. do 20. stoletja. Najbolj presenetljiva od teh je Kiški pogost iz začetka 18. stoletja, ki je sestavljena iz poletnih 22-kupol, zimskih 9-kupol in zvonikov. Kiški pogost je bila vpisana na seznam Unescove svetovne dediščine leta 1990. V poletnih mesecih obstajajo dnevne povezave z ladjo na otok od Petrozavodska.

### Oneški petroglifi
Še ena atrakcija jezera so Oneški petroglifi (skalne gravure). Nahajajo se na vzhodni obali jezera in segajo v 4.–2. tisočletje pred našim štetjem. Približno 1200 petroglifov je raztresenih na 20-kilometrskem območju, vključno na več rtih, kot Besov Nos (glej zemljevid zgoraj). Gravure so globoke 1–2 mm in prikazujejo živali, ljudi, čolne in krožne in srpaste geometrijske oblike.

### Drugo
Še več zgodovinskih spomenikov je raztresenih okoli jezera. Med njimi je samostan Svjat-Uspenski na rtu Murom, na vzhodni obali jezera. Samostan je bil ustanovljen leta 1350, zaprli so ga leta 1918 in obnovili leta 1991.